# Danne-et-Quatre-Vents
Danne-et-Quatre-Vents (deutsch Dann und Vierwinden) ist eine französische Gemeinde mit 671 Einwohnern (Stand 1. Januar 2022) im Département Moselle in der Region Grand Est (bis 2015 Lothringen). Sie gehört zum Arrondissement Sarrebourg-Château-Salins und zum Kanton Phalsbourg.

## Geografie
Die Gemeinde Danne-et-Quatre-Vents ist der westliche Passort an der Zaberner Steige (Col de Saverne) in den Vogesen an der Grenze zum Elsass. Sie liegt zwischen Phalsbourg und Saverne. Durch das Gemeindegebiet von Danne-et-Quatre-Vents führen wichtige Verkehrslinien, so die Autoroute A4 und die Nationalstraße N4. Auch der Tunnel de Saverne der Schnellfahrstrecke LGV Est européenne (Paris-Straßburg) liegt auf dem Gebiet der Gemeinde.
Zur Gemeinde gehört neben den Teilen Danne und Quatre-Vent auch der Weiler La Bonne Fontaine (Gutenbrunnen).

## Geschichte
Der Ort gehört seit 1661 zu Frankreich und besteht aus den beiden Ortsteilen
- Danne (erstmals im Jahr 1128 als Dhann erwähnt) und
- Quatre-Vents (gegründet Ende des 17. Jahrhunderts), die während der Französischen Revolution zusammengeschlossen wurden.

### Bevölkerungsentwicklung

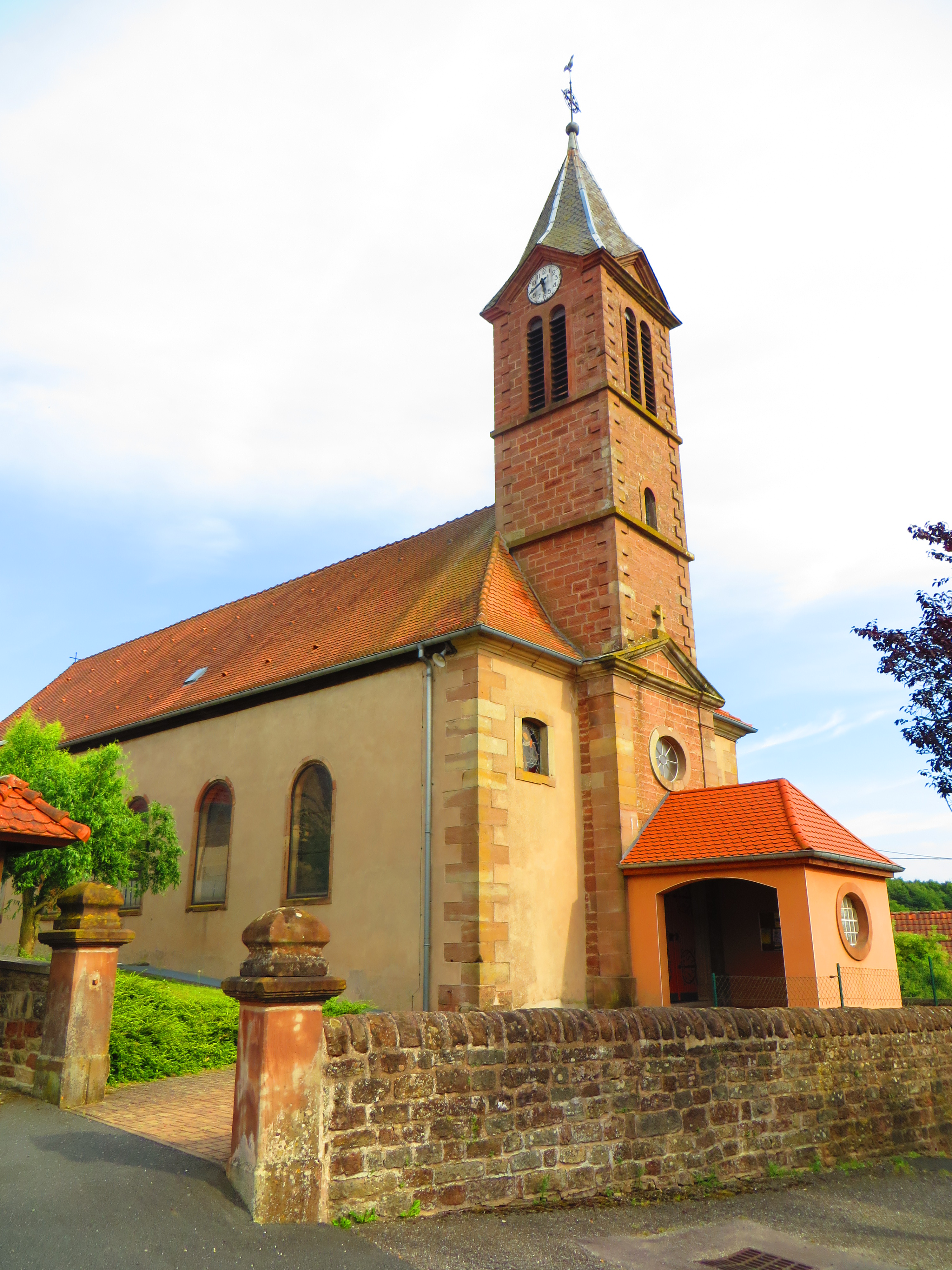
Kirche Saint-Étienne

| Jahr      | 1962 | 1968 | 1975 | 1982 | 1990 | 1999 | 2007 | 2019 |
| Einwohner | 521  | 529  | 552  | 549  | 511  | 522  | 631  | 679  |